# عبدالله بن عقیل
عبدالله بن عقیل، از اصحاب حسین بن علی بود که در روز عاشورا در کربلا کشته شد.

## نسب
عبدالله بن عقیل پسرعموی حسین بن علی است.
مادرش ام ولد نام داشت.

## نقش در واقعه کربلا
عبدالله همراه دیگر برادرانش از مدینه همراه حسین بن علی بود. او عصر عاشورا و پس از کشته شدن برادرش جعفر، به میدان رفت و توسط عثمان بن خالد بن اسد جهنی و مردی از قبیله همدان‌کشته شد. در مقاتل الطالبیین و زیارت ناحیه نام قاتل او عمرو بن صبیح صیداوی ذکر شده‌است.
در زیارت ناحیه مقدسه به وی چنین سلام داده شده‌است:
«السَّلامُ عَلَی اَبی عَبدِاللهِ بنِ مُسلِمِ بنِ عَقیلٍ لَعَنَ اللهُ قاتِلَهُ وَ رامِیهُ عَمرو بنِ صبیح الصیداوِی
سلام بر ابوعبدالله بن مسلم بن عقیل، و لعنت خدا بر قاتل او عمرو بن صبیح صیداوی که به سویش تیراندازی کرد.»